# Promontorio Gianola e Monte di Scauri
Promontorio Gianola e Monte di Scauri este o arie protejată (arie specială de conservare — SAC, sit de importanță comunitară — SCI, arie de protecție specială avifaunistică — SPA) din Italia întinsă pe o suprafață de 224 ha, din care 4 % marine.

## Localizare
Centrul sitului Promontorio Gianola e Monte di Scauri este situat la coordonatele 41°15′03″N 13°40′56″E / 41.250833°N 13.682222°E.

## Înființare
Situl Promontorio Gianola e Monte di Scauri a fost declarat sit de importanță comunitară în iunie 1995 pentru a proteja 11 specii de animale. Alte tipuri de protecție:
- arie de protecție specială avifaunistică (în octombrie 1999)[2]
- arie specială de conservare (în decembrie 2016)[1][3][4]

## Biodiversitate
Situată în ecoregiunea mediteraneană, aria protejată conține 7 habitate naturale: Păduri de Quercus suber, Tufărișuri termo-mediteraneene și de pre-deșert, Peșteri marine scufundate complet sau parțial, Formațiuni scunde de Euphorbia în apropierea falezelor, Păduri de pin mediteraneene cu pini mezogeni endemici, Faleze cu vegetație de Limonium spp. endemic de pe coastele mediteraneene, Recifuri.
La baza desemnării sitului se află mai multe specii protejate:
- păsări (10): pescăruș albastru (Alcedo atthis), caprimulg (Caprimulgus europaeus), Clamator glandarius, egretă mică (Egretta garzetta), șoim călător (Falco peregrinus), piciorong (Himantopus himantopus), sfrâncioc roșiatic (Lanius collurio), pescăruș-cu-cap-negru (Larus melanocephalus), Tachymarptis melba, chiră de mare (Thalasseus sandvicensis)
- reptile (1): țestoasă bănățeană (Testudo hermanni)

Pe lângă speciile protejate, pe teritoriul sitului au mai fost identificate 4 specii de plante, 3 specii de amfibieni, 1 specie de mamifere, 2 specii de reptile.